# District de la vallée du bas Dibang
Le district de la vallée du bas Dibang est un  district de l'Arunachal Pradesh.

## Géographie
Sa population était de 53 986 habitants en 2011. Il s'étend sur 3 900 km2.
Son chef-lieu est la ville de Roing.